# This Old Man
This Old Man (рус. Старичок) — англоязычная детская песня записанная ритмом няни. В индексе народных песен Рауда записана под № 3550.

## История
Первоисточник песни до сих пор не известен. Самой ранней сохранившейся записью является редакция, опубликованная в 1937 году Энни Гилкрист в «Журнале Общества английских народных танцев и песен», которую она узнала от своей валлийской медицинской сестры в 1870-х годах под названием «Джек Джинтл»и следующего содержания:
My name is Jack Jintle, the eldest but one,

And I can play nick-nack upon my own thumb.

With my nick-nack and click-clack and sing a fine song,

And all the fine ladies come dancing along.

My name is Jack Jintle, the eldest but two,

And I can play nick-nack upon my own shoe.

With my nick-nack and click-clack and sing a fine song,

And all the fine ladies come dancing along.

My name is Jack Jintle, the eldest but three,

And I can play nick-nack upon my own knee.

With my nick-nack and click-clack and sing a fine song,

And all the fine ladies come dancing along.

## Разновидности
Николас Монсаррат в автобиографии «Жизнь это слово из четырёх букв» называет данную песню «ливерпульской песней», добавляя, что когда он в детстве жил в Ливерпуле, она была «местной и самобытной». Похожая версия была включена в сборник «Английские народные песни для школ» Сесила Шарпа и Сабины Баринг-Гулд, изданный в 1906 году.
Песню неоднократно записывали собиратели английского фольклора в начале XX века. Пит Сигер и Рут Кроуфорд Сигер включили её в сборник «Американские фольклорные песни для детей» и записали мелодию в 1953 году. Всплеск широкой известности песне придало её использование в фильме «Постоялый двор шестой степени счастья» (1958) в изложении композитора Малькольма Арнольда как «Детская походная песня» (англ. The Children's Marching Song), вследствие чего вышли ставшие хитами в Top 40 синглы Сирила Стэплтона и Митча Миллер.
Певец Анри Сальвадор в 1959 году записал юмористическую версию песни под названием Hoy Tongtchi.
Бинг Кросби в 1961 году включил песню в своей смешанный альбом 101 Gang Songs.
Заключительная песня «Я люблю тебя» в детском телесериале «Барни и друзья» исполнялась на мотив This Old Man.
В сериале «Коломбо» детектив отдела по расследованию убийств лос-анджелесской полиции лейтенант Коломбо (Питер Фальк) насвистывает мелодию песни всякий раз когда находится в хорошем настроении или приблизился к разоблачению убийцы.
Британский сатирический дуэт Flanders and Swann исполнил пародию All Gall на французского президента Шарля де Голля, заменив привычный рефрен на «коньяк, арманьяк, Бургундия и Бон».
В 1975 году Бобби Беато выпустил рок-версию песни.
В 1980 году певец Raffi записал 12-тактную блюзовую версию для альбома Baby Beluga.
В 1994 году ню-метал-группа Korn использовала слова песни, наряду с другими песнями в жанре ритма няни, в своей композиции Shoots and Ladders для альбома Korn.
В 2007 году песня прозвучала в 4 эпизоде 1 сезона телесериала «Безумцы».